# Nienburg/Weser

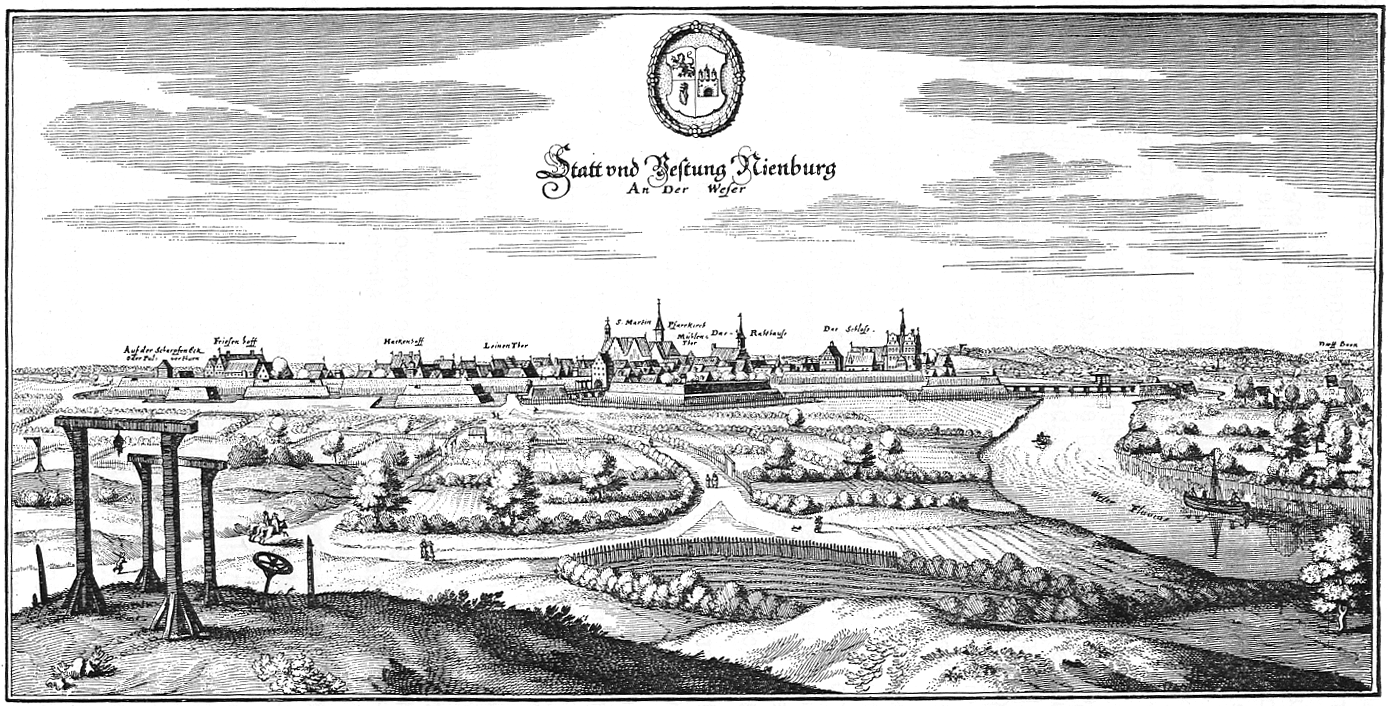
A cidade e fortaleza Nienburg/Weser, 1650

Nienburg/Weser é uma cidade da Alemanha, no estado de Baixa Saxônia (Niedersachsen), capital do distrito homónimo. A cidade situa-se entre as cidades de Hanôver (50 km) e Bremen (65 km). A primeira menção atestada da cidade data de 1025. Dada a sua localização junto ao rio Weser e devido a existência de um vau importante para atravessar o rio, antigas rotas comerciais passavam pela cidade, favorecendo o desenvolvimento da cidade.